# Confederazione cooperative italiane
La Confederazione cooperative italiane, meglio conosciuta con la sigla Confcooperative, è la principale organizzazione di rappresentanza, assistenza, tutela e vigilanza del movimento cooperativo e delle imprese sociali italiane per numero di imprese (16.500), persone occupate (540.000) e fatturato realizzato (82 miliardi di euro).
Fondata nel 1919, si basa sui principi dell'Alleanza cooperativa internazionale e sulla dottrina sociale della Chiesa cattolica.
La sede centrale è a Roma ed ha un'organizzazione che si articola orizzontalmente in 22 unioni regionali, 81 unioni provinciali e 7 unioni interprovinciali.
Oggi le Centrali cooperative sono diverse: oltre a Confcooperative, le principali sono la Legacoop e l'AGCI. Proprio queste tre Centrali hanno dato vita nel 2011 all'Alleanza delle Cooperative Italiane, con l'obiettivo di farla diventare una nuova unitaria Associazione di rappresentanza del movimento cooperativo.